# Marienkirche (Toruń)

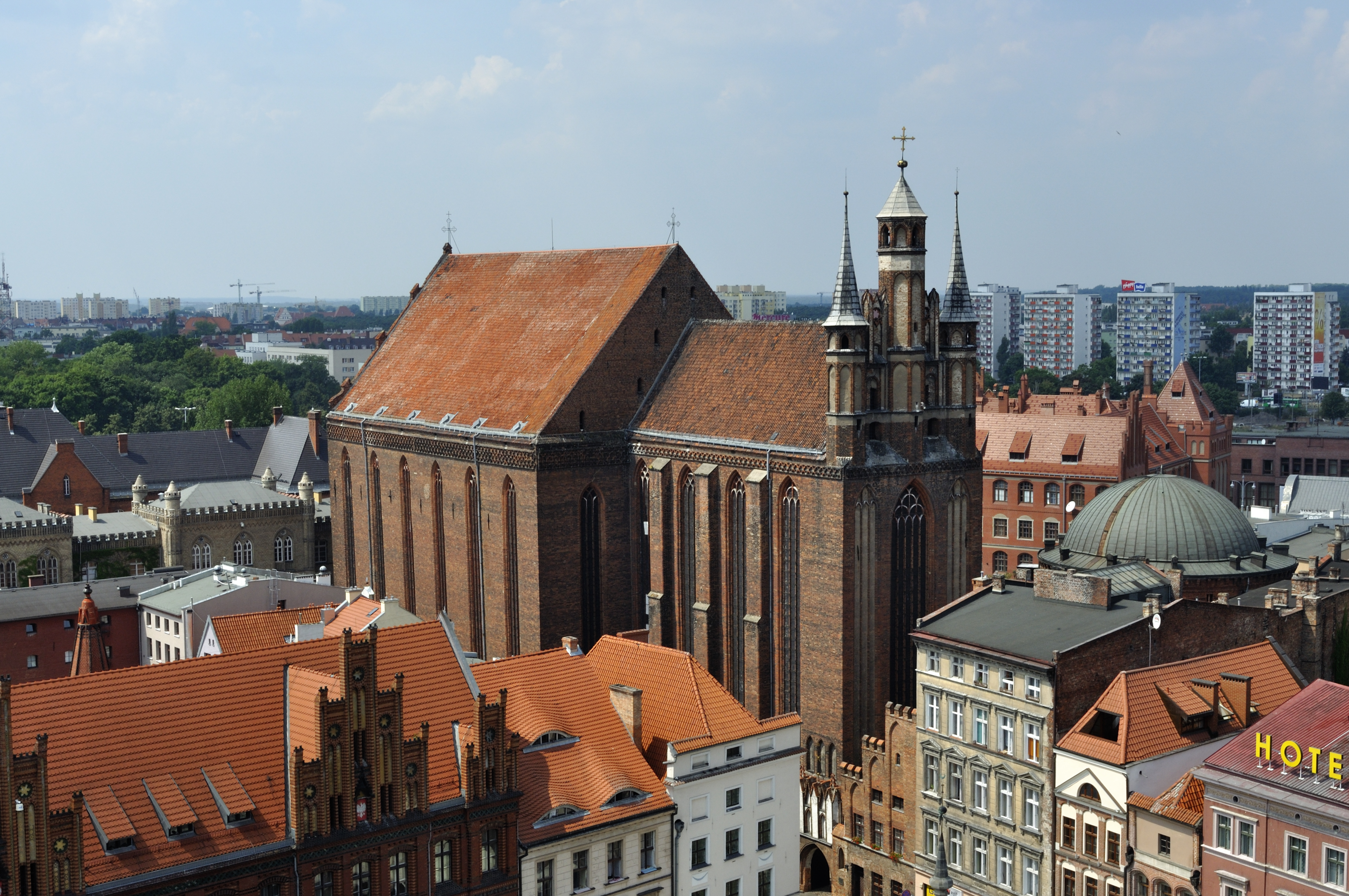
Marienkirche

Die Kirche der Himmelfahrt der Allerheiligsten Jungfrau Maria (polnisch Kościół Wniebowzięcia Najświętszej Marii Panny) ist eine der Hauptkirchen in Toruń (deutsch: Thorn) im nördlichen Polen. Der gotische Backsteinbau wurde im 14. Jahrhundert errichtet und gehört mit der Altstadt zum UNESCO-Weltkulturerbe.

## Geschichte
Die Kirche war Bestandteil des Franziskanerklosters Thorn, das um 1239 in der gerade entstandenen Stadt gegründet worden war. Von der ersten Kirche sind noch Reste vorhanden. Im späten 13. Jahrhundert wurde mit einem Neubau begonnen, der im 14. Jahrhundert abgeschlossen wurde. Seit 1557 war die Marienkirche die wichtigste Kirche des Protestantismus in Polen.
1724 wurde sie nach den Unruhen in der Stadt als Akt der Strafe enteignet und an den katholischen Orden der Bernhardiner, der eigens dafür in Thorn angesiedelt wurde, übergeben. Dieser entfernte die 160 Jahre zuvor für den evangelischen Gottesdienst entworfene Ausstattung und gestaltete die Kirche im Sinne der Gegenreformation um. Der Bernhardinerorden nutzte die Kirche bis 1821.
Seit 1830 ist die Kirche eine römisch-katholische Pfarrkirche.

## Architektur
Die heutige Kirche entstand im Wesentlichen im 14. Jahrhundert. Sie ist eine dreischiffige Hallenkirche mit einer Länge von 80 m, einer Breite von 27 m und einer Höhe von 27 m. Die Innenausstattung wurde im 18. Jahrhundert barock umgestaltet. Bemerkenswert sind Wandmalereien von etwa 1380 mit Heiligendarstellungen. Das Chorgestühl ist aus dem 15. Jahrhundert. Der Hochaltar wurde im 18. Jahrhundert angefertigt.